# Justyna Iskrzycka
Justyna Iskrzycka (* 7. November 1997 in Bielsko-Biała) ist eine polnische Kanutin.

## Erfolge
Justyna Iskrzycka erzielte ihren ersten internationalen Erfolg bei den Weltmeisterschaften 2017 in Račice u Štětí im Zweier-Kajak mit Paulina Paszek auf der 1000-Meter-Strecke mit dem dritten Platz. Bei den Weltmeisterschaften 2018 in Montemor-o-Velho verbesserten sich die beiden auf Rang zwei, außerdem wurden die beiden im selben Jahr in Belgrad in dieser Disziplin Europameisterinnen. 2019 gewann Iskrzycka in Szeged im Einer-Kajak auf der 1000-Meter-Distanz eine weitere Silbermedaille.
Bei den 2021 ausgetragenen Olympischen Spielen 2020 in Tokio ging Iskrzycka in zwei Wettbewerben an den Start. Im Einer-Kajak belegte sie über 500 Meter im Vorlauf den zweiten Platz und erreichte nach einem vierten Rang im Halbfinale den B-Endlauf. Diesen beendete sie wiederum auf dem dritten Platz und schloss das Gesamtklassement auf Rang elf ab. Erfolgreicher verlief für sie der Wettkampf im Vierer-Kajak auf der 500-Meter-Strecke, den sie mit Karolina Naja, Helena Wiśniewska und Anna Puławska bestritt, denn mit ihnen zog sie nach zwei ersten Plätzen in den Vorläufen in den Endlauf ein. Mit einer Rennzeit von 1:36,445 Minuten belegten die Polinnen im Finale hinter der neuseeländischen Mannschaft und den belarussischen Kanutinnen den dritten Platz und gewannen somit die Bronzemedaille. Bei den Weltmeisterschaften 2023 in Duisburg sicherte sie sich im Einer-Kajak über 1000 Meter die Silbermedaille.
Für ihren Medaillengewinn bei den Olympischen Spielen erhielt Iskrzycka am 31. August 2021 das Ritterkreuz des Orden Polonia Restituta.